# BizTalk
BizTalk – oparty na XML język do obsługi transakcji biznesowych w Internecie, opracowany pod koniec lat 90. przez Microsoft. BizTalk Framework zawiera schemat XML znany jako XDR. Firma opracowała też specjalny BizTalk Server. BizTalk jest narzędziem konkurencyjnym dla webMethods.